# Gerhard Benkowitz

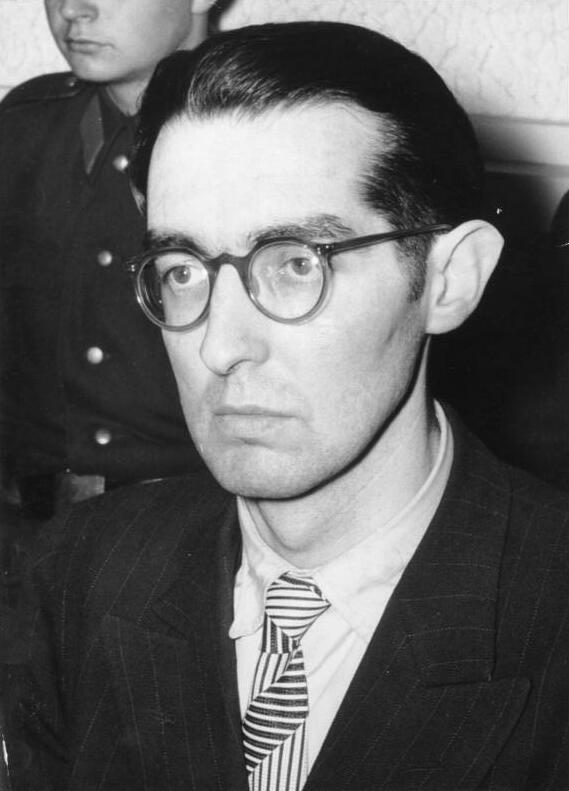
Gerhard Benkowitz während des Prozesses

Gerhard Benkowitz (* 2. Juni 1923 in Sudschenka, Sowjetunion; † 29. Juni 1955 in Dresden) war ein Widerstandskämpfer der Kampfgruppe gegen Unmenschlichkeit gegen das SED-Regime in der DDR, der in einem Schauprozess wegen Spionage und Vorbereitungen zu Sprengungen von Brücken und einer Talsperre auf Anweisung der SED zum Tode verurteilt und hingerichtet wurde.

## Leben und Familie
Der Vater von Gerhard Benkowitz war im Ersten Weltkrieg in russische Gefangenschaft gekommen. Dort heiratete er eine Wolgadeutsche und kehrte nach der Geburt des Sohnes nach Deutschland zurück. Er war Ortsbauernführer im NS-Staat.
Benkowitz legte 1941 in Weimar das Abitur ab und wurde anschließend Offizieranwärter der Wehrmacht. Er wurde 1943 in der Schlacht im Kursker Bogen verwundet und studierte 1944 ein Semester Medizin in Jena. Nach dem Krieg arbeitete er als Verkäufer und später in der Stadtverwaltung von Weimar, ab Ende 1946 bei der SMAD Thüringen. Er wurde 1946 Mitglied der LDPD, aus der er im gleichen Jahr wieder austrat. Im Jahr 1948 trat er der SED bei. Er begann 1949 ein Fachschulstudium in Russisch und arbeitete ab 1950 als Russischlehrer in Buttstädt und ab 1951 in Weimar, wo er 1954 stellvertretender Schuldirektor wurde.
Benkowitz hatte 1949 in West-Berlin Kontakt zur Kampfgruppe gegen Unmenschlichkeit (KgU) aufgenommen, weil er hoffte, dadurch etwas über seinen Vater zu erfahren, den die sowjetische Geheimpolizei NKWD 1945 verhaftet hatte und der seither verschwunden war. Bei den Befragungen lieferte Benkowitz zunächst Stimmungsberichte an die KgU.
Benkowitz war mit der Lehrerin Erika Benkowitz († 27. Dezember 2008) verheiratet.

## Verhaftung, Schauprozess und Hinrichtung

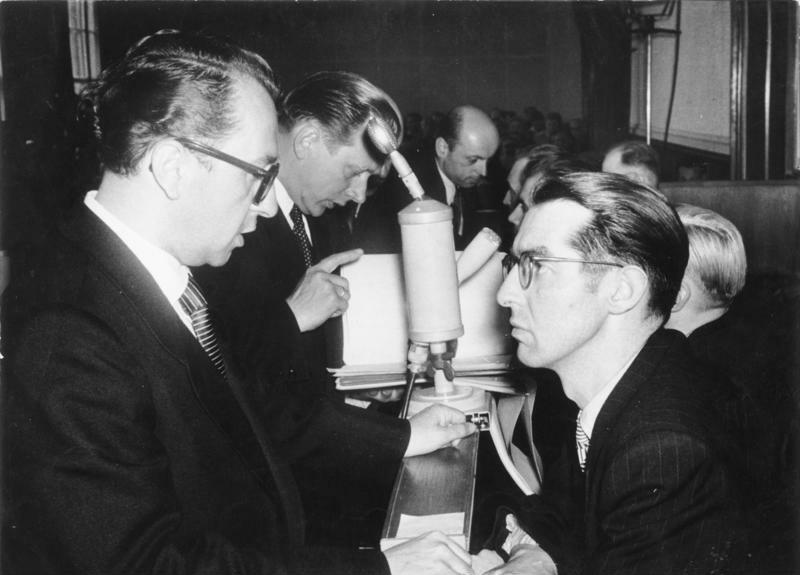
Benkowitz spricht im Gerichtssaal mit seinem Verteidiger

Vor der Verhaftung hatte das 1953 in Staatssekretariat für Staatssicherheit (SfS) umbenannte Ministerium für Staatssicherheit (MfS) keinen Operativen Vorgang zu Gerhard Benkowitz angelegt, was darauf hindeutet, dass er sehr kurzfristig ins Visier der Staatssicherheit geraten war. Als Verräter von Benkowitz kommt der damalige KgU-Sachgebietsleiter für Thüringen Rupprecht Wagner (Deckname „Wolff“) in Frage, welcher bereits eine undichte Stelle in der KgU war, bevor er am 10. September 1955 öffentlichkeitswirksam zur Staatssicherheit wechselte. Am 4. April 1955 verhaftete das SfS in Weimar das Ehepaar Benkowitz. Die Staatssicherheit wusste zunächst nichts über Mitstreiter von Benkowitz und erfuhr von ihnen erst durch seine Aussagen. Am folgenden Tag wurde das Ehepaar Christa und Hans-Dietrich Kogel (1925–1955) verhaftet. Hans-Dietrich Kogel war Sachbearbeiter für Planung und Statistik beim Rat der Stadt Weimar. Zugleich wurden der Fahrdienstleiter Willibald Schuster aus Großebersdorf, der Reichsbahnangestellte Gerhard Kammacher und der Student Christian Busch festgenommen, die keine Beziehungen zur Gruppe Benkowitz hatten. Sie kamen über das Untersuchungsgefängnis des SfS in Erfurt in das fensterlose Kellergefängnis „U-Boot“ in Berlin-Hohenschönhausen. Als die SED-Führung Anfang 1955 einen Schauprozess vor dem Obersten Gericht der DDR in Berlin plante, brachte das SfS Benkowitz am 15. Mai 1955 ebenfalls in das „U-Boot“.
Bei den Verhören gab Benkowitz an, im Herbst 1950 eine illegale Widerstandsgruppe für die KgU gebildet zu haben. Er habe von einem „republikflüchtigen Agenten“ eine Waffe mit Munition erhalten, die er dann aber ins Wasser geworfen habe. Er sei bereit gewesen, Sprengsätze und Brandsätze aufzubewahren, doch sei es nicht zu einer Entgegennahme gekommen. Der Vorhaltung, er habe Sprengstoff angenommen widersprach er. Ein in seine Zelle eingeschleuster Informant machte keine gegenteiligen Angaben. Weil ein Sachbeweis nicht erbracht werden konnte, ließ das SfS den Vorwurf fallen. Eine Stinkbombe, mit der er „Versammlungen“ stören sollte, habe er in einen Teich geworfen. Im Sommer 1952 habe er Objekte für Sprengungen und Sabotagemaßnahmen ausgespäht, darunter die Bleilochtalsperre an der Saale, die Sechsbogen-Eisenbahnbrücke bei Weimar und weitere Objekte. Bei Kogel sollte ein Sprengkommando beherbergt werden, doch kam es nicht dazu. Danach habe die Arbeit der Gruppe in „Schädlingsarbeit“, wie dem Verteilen von Flugblättern, dem Sammeln von Informationen und dem Versenden von Drohbriefen an Funktionäre in der DDR bestanden. Da Benkowitz und Kogel detailreiche und weitgehend gleichlautende Angaben machten, können die Aussagen als zutreffend betrachtet werden. Die SfS-Offiziere, die Benkowitz bearbeiteten, und der Pflichtverteidiger hatten ihm eingeredet, eine ausführliche Selbstbezichtigung und Reue könnten ihn retten. Benkowitz glaubte das und spielte so unwillentlich den Regisseuren des Schauprozesses in die Hände.
Schon vor Prozessbeginn stand das Todesurteil gegen Benkowitz fest. Der Funktionär Josef Streit im  Referat Justiz des ZK der SED hatte es „vorgeschlagen“. Klaus Sorgenicht, der Leiter des Referats, sandte den Vorschlag in einer Hausmitteilung dem Ersten Sekretär der SED Walter Ulbricht zu. Hans-Dietrich Kogel sollte zu 15 Jahren Zuchthaus verurteilt werden. Diesen Vorschlag des ZK änderte Ulbricht eigenhändig in „Todesstrafe“ um, bei einem anderen legte er das Strafmaß auf 15 Jahre fest und unterzeichnete das Ganze mit „Einverstanden. W. Ulbricht“.
Am 22. und 23. Juni 1955 fand unter großer öffentlicher Anteilnahme, zu der auch Rundfunkübertragungen gehörten, die Hauptverhandlung vor dem Obersten Gericht unter dem Präsidenten Kurt Schumann statt. Die Angeklagten gestanden, als Spione und Terroristen für die KgU eine enorme Zahl von Spionageberichten bis zu kleinsten Einzelheiten des DDR-Alltags, wie über Produktionsausfälle wegen Materialmangel geliefert zu haben. Ein Angeklagter soll den Güterverkehr in erheblichem Umfang verzögert haben, „ohne das dies bemerkt worden war“. Benkowitz gestand, die „Aufgabe“ gehabt zu haben, die ausspionierten fünf Brücken in Weimar, Hochspannungsmasten, Stromleitungen sowie die mehr als sechzig Meter hohe Betonmauer der Saaletalsperre zu sprengen. Der Prozess erreichte einen Höhepunkt, als Benkowitz auf die Frage: „Hätten sie die Eisenbahnbrücke auf der Strecke  Weimar-Jena auch dann gesprengt, wenn sie gerade von einem mit Kindern voll besetzten Zug befahren worden wäre“, mit „Ja“ antwortete.
Die Verhandlung endete Ulbrichts Vorschlag gemäß mit Todesurteilen für Gerhard Benkowitz und Hans-Dietrich Kogel. Am 29. Juni wurde das Urteil „im Namen des Volkes“ vollstreckt: Beide verloren in der Zentralen Hinrichtungsstätte der DDR in Dresden unter dem Fallbeil ihr Leben.
Die ebenfalls inhaftierten Ehefrauen Erika Benkowitz und Christa Kogel verurteilte am 20. Juli 1955 in Erfurt der Erste Strafsenat unter Kurt Bieret zu 12 Jahren Zuchthaus. In der Urteilsbegründung hieß es unter anderem, dass sie davon ausgehen mussten, dass ihre „Erzählungen und Berichte“ für Spionagezwecke missbraucht würden.
Das Kammergericht Berlin hat im Dezember 1992 die Urteile aufgehoben und alle Angeklagten rehabilitiert.